# Hour of Victory
Hour of Victory é um jogo eletrônico do gênero tiro em primeira pessoa desenvolvido pela N-Fusion Interactive e publicado pela Midway para Xbox 360 em 25 de junho de 2007. Uma demo jogável do jogo foi lançada no Xbox Live Marketplace em 1 de junho de 2007. Foi um dos primeiros jogos ambientado na Segunda Guerra Mundial a utilizar a Unreal Engine 3.